# Zadnji pogled na Anglijo
Zadnji pogled na Anglijo (The Last of England ali  The Last Sight of England) je slika na olje na panelu iz leta 1855, slikarja  Forda Madoxa Browna, ki prikazuje dva izseljenca, ki zapuščata Anglijo, da bi v Avstraliji začela novo življenje z otrokom. Slika ima ovalen format in jo hranijo v Birmingham Museum and Art Gallery.

## Ozadje
Brown je sliko začel delati leta 1852, ko ga je navdihnil odhod njegovega tesnega prijatelja, prerafaelitskega kiparja Thomasa Woolnerja, ki je julija istega leta odšel v Avstralijo. Izseljevanje iz Anglije je bilo na vrhuncu, zato je v tem letu odšlo več kot 350.000 ljudi. Brown, ki je takrat veljal za »zelo napornega in malo jeznega«, je sam razmišljal, da bi se z novo družino preselil v Indijo.

## Slika
Slika prikazuje moškega in njegovo ženo, ki zadnjič vidita z Anglijo. Dve glavni figuri, ki sta temeljili na Brownu in njegovi ženi Emmi, gledata naprej in ignorirata bele pečine Dovra, ki jih lahko vidimo, da izginjajo za njimi v zgornjem desnem kotu slike. Stisnjena sta pod dežnikom, ki se blešči z morskim razpršilom. Družinska oblačila in sveženj knjig poleg njih kažejo, da so srednji razred in izobraženi in zato ne odhajata iz razlogov, ki bi prisilili izselitev delavskega razreda; Brownovo pisanje se je dotaknilo iste teme:
Izobraženi so na svojo državo vezani čisto drugače, kot nepismen človek, katerega glavna pozornost sta hrana in fizično udobje.
V ospredju vrsta zeljnih glav visi z ladijske ograje, ki zagotavljajo dolgo plovbo. V ozadju so drugi potniki, med njimi tudi par pijanih moških, enega od njih si je Brown zamislil kot »tresenje pesti in preklinjanje dežele njegovega rojstva« . Prisotni so tudi »poštena družina trgovca z zelenjavo, oče (izgubljena mati), najstarejša hči in mlajši otroci«. Oče je komaj viden, razen pipe, ki jo drži; njegova hčerka ima roko okrog kodrastolasega dečka. Svetlolasi otrok, ki je jabolko za moškim, ki ga je oblikoval po Brownu in Eminin otrok Catherine, ki se je rodila leta 1850. Dojenček se je skril pod ogrinjalo ženske v ospredju in katere roka se je stiskala, menda naj bi bila njihov drugi otrok, Oliver.
Da bi prikazal težke razmere na sliki, je Brown večinoma delal zunaj na svojem vrtu in bil vesel, ko je bilo vreme slabo - beležil je svoje občutke užitka, ko je mraz pomodrel roko, saj je tako želel, da se pojavi v sliki. Njegovi sosedje so ga gledali kot čudaka pri vseh vremenskih razmerah. Sestavil je kratek verz, ki bo spremljal sliko, v kateri je ženska upodobljena kot upanje v prihodnost:
Ona prijema njegovo brezvoljno roko in stisne svojega otroka,
Skozi mavrične solze zagleda sončni žarek,
Ne vidi praznine, kje bo.
Brownova soba za slikanje je bila nad kitajsko trgovino na High Street 33, Hampstead, sedel pa je na vrtu hiše. V njegovem dnevniku je bilo zapisano, da so mi »trakovi pokrova vzeli 4 tedne, da sem se jih naslikal.«

## Slog
Čeprav Ford Madox Brown ni bil nikoli član prerafaelitske bratovđćine,  Zadnji pogled na Anglijo, tako kot mnoge njegove slike, kaže značilnosti gibanja v svetlečih barvah in minutni osredotočenosti na naturalistične podrobnosti. Oblika slike je skoraj okrogla, oblika, ki poudarja nestabilnost para, ki začne dolgo pot po burnem morju. Umetnostni zgodovinar Nicholas Penny predlaga, da je prizor »gledan kot skozi teleskop« in da »to dodaja ostrino in celo nujnost položaja opazovalcev«. Na Brawnovo zasnovo je morda vplival modni učinek pri uporabi teleskopov na morju sredi stoletja. Sopotniki v ozadju so, kot s telefoto objektivom, stisnjeni v prostor, ki je skrčen. 

## Poreklo
Obstajata dve končani različici slike, ena v Birmingham Museum and Art Gallery in druga v muzeju Fitzwilliam v Cambridgeu. Zmanjšana akvarelna slika v Birminghamu, nastala med letoma 1864–66, je v Tate Britain. Obstaja tudi popolnoma obdelana študija in podrobna kompozicijska risba. Barvanje se razlikuje med različnimi različicami. Vse imajo navpično ovalno obliko, ki se je po navadi uporabljala za portrete in morda spominjajo na okrogli renesančni tondo format.
Marca 1859 je Benjamin Windus sliko prodal Ernestu Gambartu za 325 gvinej, kot je bilo takrat znano  (2010: 26.700 funtov).

## Popularnost
Ta slika je bila v anketi BBC Radio 4. izglasovana za osmo najbolj priljubljeno sliko Britanije. Leta 2013 je bila 32 od 57 slik, ki jih je izbrala britanska javnost iz nacionalnih zbirk, ki bi morala biti uporabljena za  Art Everywhere The World's Largest Public Art Exhibition .